# John Whetton
John Whetton (* 6. září 1941, Mansfield) je bývalý britský atlet, mistr Evropy v běhu na 1500 metrů z roku 1969.

## Kariéra
Specializoval se na střední tratě. Řadu úspěchů získal na halových závodech – zvítězil v běhu na 1500 metrů na prvních Evropských halových hrách v roce 1966 a poté i v letech 1967 a 1968. Na olympiádě v Mexiku skončil ve finále této disciplíny pátý. Jeho největším úspěchem se stal titul mistra Evropy v běhu na 1500 metrů v roce 1969 v Athénách. Osobní rekord na této trati – 3:39,45 – pochází právě z tohoto evropského šampionátu.